# Weidmanns Garten
Weidmanns Garten war einer der zahlreichen Barockgärten, die im 18. Jahrhundert Leipzig umgaben. Er gehörte der Leipziger Verlegerfamilie Weidmann.

## Lage und Geschichte

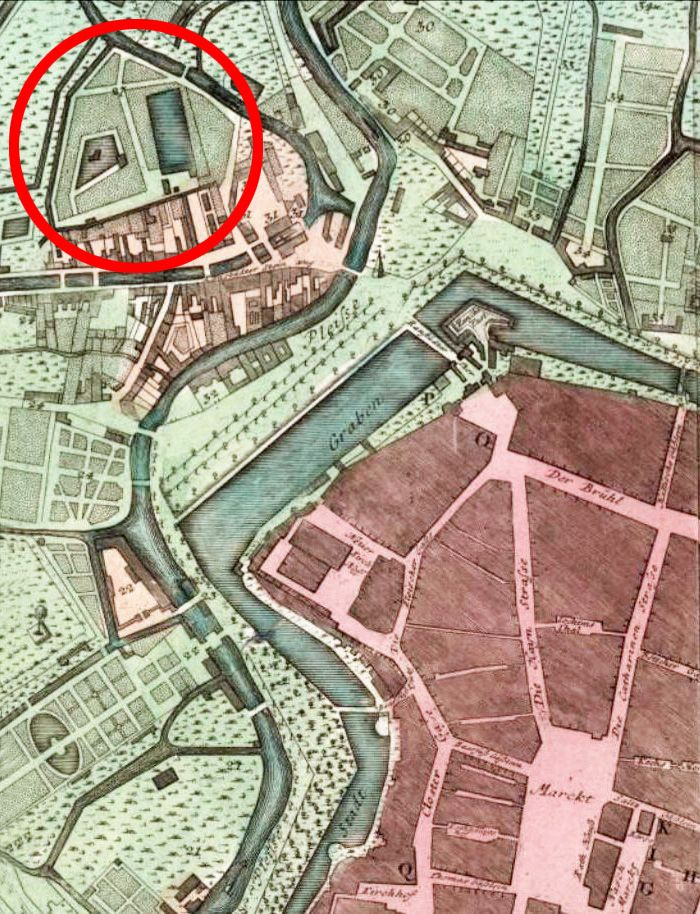
Lage von Weidmanns Garten
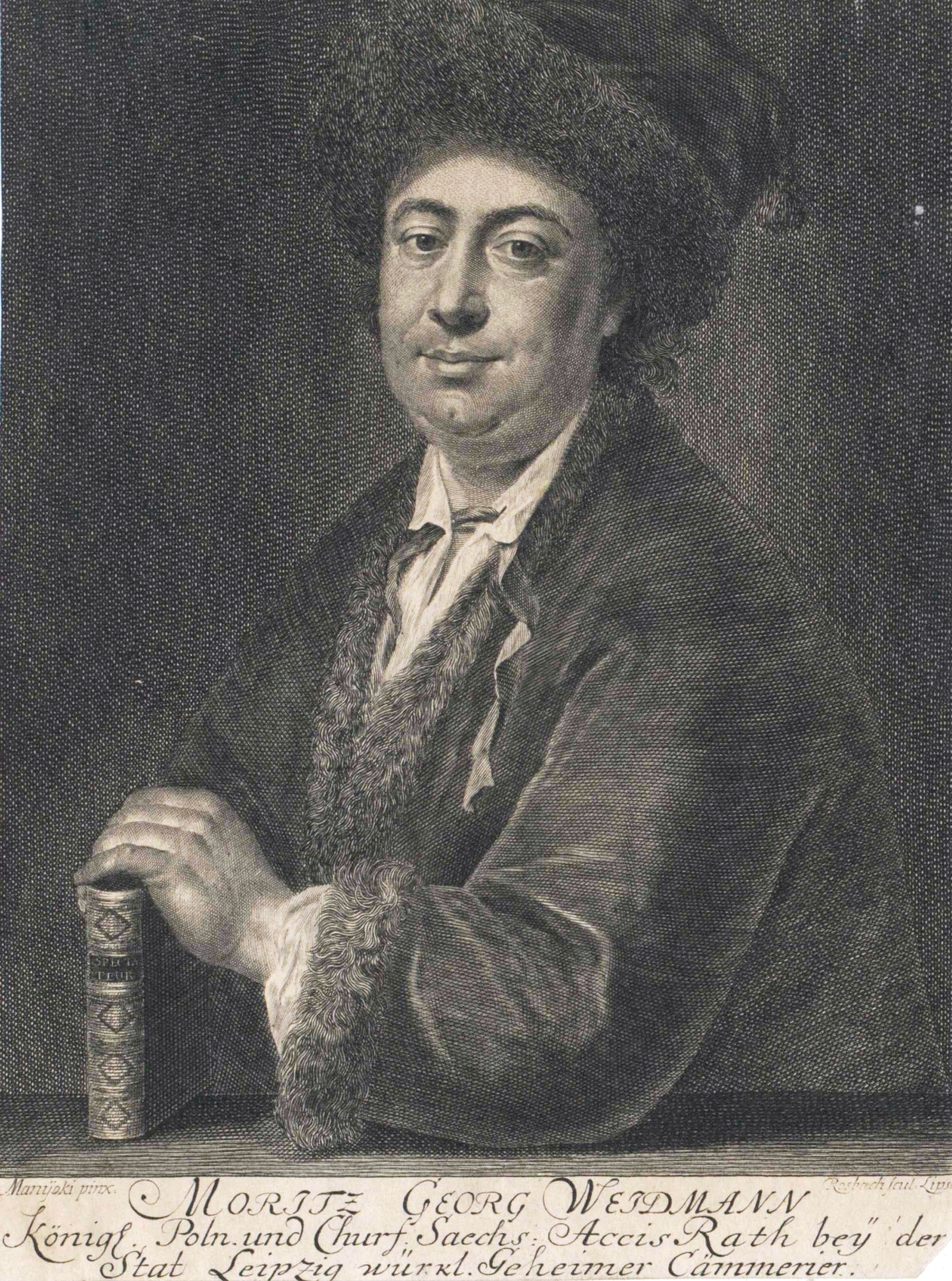
Moritz Georg Weidmann d. J.

Weidmanns Garten lag nordwestlich der Stadt hinter der Angermühle, im Norden begrenzt vom Elstermühlgraben und im Süden von den Grundstücken am Ranstädter Steinweg (ehemals Mühlgrabensiedlung). Heute entspricht die Lage dem Gebiet zwischen Jacob- und Färberstraße, vom Hofbereich der Bauten an der Jahnallee bis zum Elstermühlgraben.
Der Garten mit seinem typischen Grundriss taucht erstmals auf einem Stadtplan Leipzigs von 1710 auf, allerdings ohne Namen. Ein Plan von 1670 enthält ihn noch nicht. Der 1658 in Speyer geborene Moritz Georg Weidmann d. Ä. (1658–1693) betrieb 1680 in Leipzig eine Buchhandlung, die er 1685 zu einem Verlag erweiterte. Da er bereits 1693 starb, bleibt offen, ob er den Garten angelegt hat oder sein gleichnamiger, 1686 geborener Sohn, Moritz Georg Weidmann d. J. (1686–1743), mit dem der Garten am ehesten zu verknüpfen ist.
Moritz Georg Weidmann d. J., der den Titel eines Königlich Polnischen und Kurfürstlich Sächsischen Hof- und Akziserates führte, starb 1743. Nun trugen den Weidmannschen Namen nur noch seine Witwe und die Tochter der beiden, Marie Louise, die unverheiratet blieb und bis Anfang der 1790er Jahre lebte. Der Garten bestand als Weidmanns Garten bis zum Ende des 18. Jahrhunderts. Die Namen der Gärtner sind bis 1789 bekannt.

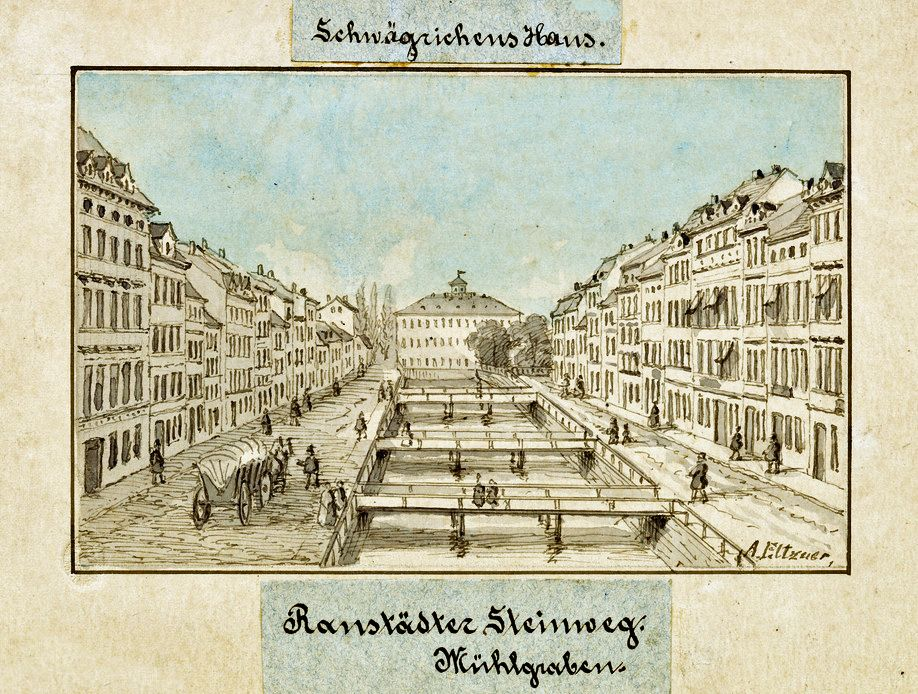
Schwägrichens Haus (um 1860)

Der Leipziger Kaufmann, Senator und Stadthauptmann Johann August Schwägrichen (1773–1845) erbaute nach der Völkerschlacht auf einem durch diese demolierten Grundstück am Südrand des ehemaligen Weidmannschen Gartens am Elstermühlgraben am Ende des Ranstädter Steinwegs ein von einem Turme gekröntes, palastähnliches, dreigeschossiges  Gebäude, das Schwägrichens Haus genannt wurde und das er bis zu seinem Tode bewohnte. Der angrenzende  Garten wurde Schwägrichens Garten genannt und sollte mit jenem am Pleißemühlgraben nicht verwechselt werden. Über das Gelände führt seit 1861 die Leibnizstraße.

## Beschreibung

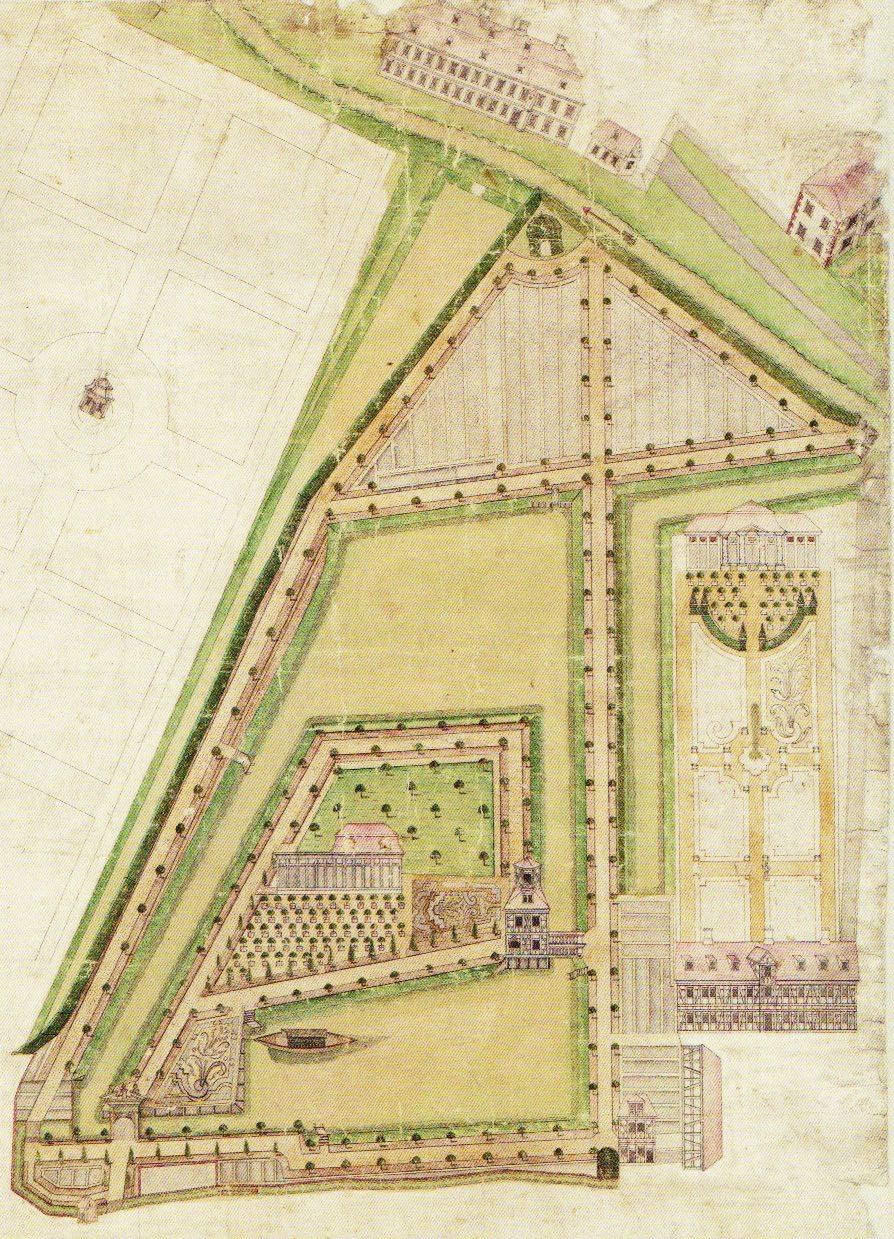
Plan des Gartens (Um 1750)

Aus einem erhalten gebliebenen Gartenplan sind Details der Anlage mit unregelmäßig geformtem Grundriss bekannt. Eine etwa in Nord-Süd-Richtung verlaufende Allee kreuzte eine zweite und führte zu einem Gartenpavillon. Östlich der Nord-Süd-Allee erstreckte sich hinter einem Fachwerkhaus ein sechsteiliges Broderieparterre mit einer Fontäne in einem zentralen Wasserbecken. Den nördlichen Abschluss dieses Teils bildete ein Orangeriegebäude hinter einer halbrunden Hecke und einem Feld mit Kübelpflanzen. Ein Wassergraben flankierte die nördliche und westliche Seite des Gartenteils.
In der westlichen Hälfte befand sich eine trapezförmige Insel in einem Wasserbassin, das diesen Teil voll ausfüllte und das mit einem Kahn befahren werden konnte. Es gab zwei Brücken-Zugänge zu der Insel, auf der zwei Gebäude standen, wiederum eine Orangerie mit einem Kübelpflanzenfeld und ein turmartiges Gebäude. Hinter der Orangerie erstreckte sich ein Baumgarten. Auf der Insel gab es zwei Broderieparterres.
Der nördliche Teil des Gartens und ein Flurstück neben dem Fachwerkhaus dürften dem Nutzpflanzenanbau vorbehalten gewesen sein.